# Маріетта-Олдервуд (Вашингтон)
Маріетта-Олдервуд (англ. Marietta-Alderwood) — переписна місцевість (CDP) у США, в окрузі Вотком штату Вашингтон. Населення — 4015 осіб (2020).

## Географія
Маріетта-Олдервуд розташована за координатами 48°47′17″ пн. ш. 122°33′19″ зх. д. / 48.78806° пн. ш. 122.55528° зх. д. (48.788096, -122.555162).  За даними Бюро перепису населення США в 2010 році переписна місцевість мала площу 18,82 км², з яких 15,07 км² — суходіл та 3,75 км² — водойми. В 2017 році площа становила 19,99 км², з яких 15,24 км² — суходіл та 4,75 км² — водойми.

### Клімат
| Клімат : Маріетта-Олдервуд | Клімат : Маріетта-Олдервуд | Клімат : Маріетта-Олдервуд | Клімат : Маріетта-Олдервуд | Клімат : Маріетта-Олдервуд | Клімат : Маріетта-Олдервуд | Клімат : Маріетта-Олдервуд | Клімат : Маріетта-Олдервуд | Клімат : Маріетта-Олдервуд | Клімат : Маріетта-Олдервуд | Клімат : Маріетта-Олдервуд | Клімат : Маріетта-Олдервуд | Клімат : Маріетта-Олдервуд | Клімат : Маріетта-Олдервуд |
| Показник                   | Січ.                       | Лют.                       | Бер.                       | Квіт.                      | Трав.                      | Черв.                      | Лип.                       | Серп.                      | Вер.                       | Жовт.                      | Лист.                      | Груд.                      | Рік                        |
| Абсолютний максимум, °C    | 18,9                       | 20,0                       | 25,6                       | 28,3                       | 30,0                       | 38,3                       | 37,2                       | 36,7                       | 32,8                       | 28,3                       | 19,4                       | 19,4                       | 44,4                       |
| Середній максимум, °C      | 6,4                        | 8,7                        | 11,5                       | 15,3                       | 18,7                       | 21,2                       | 23,3                       | 23,3                       | 20,4                       | 15,7                       | 10,8                       | 7,7                        | 15,2                       |
| Середній мінімум, °C       | −0,8                       | 0,2                        | 1,7                        | 3,8                        | 6,4                        | 9,3                        | 10,5                       | 10,2                       | 7,6                        | 5,0                        | 2,1                        | 0,5                        | 4,7                        |
| Абсолютний мінімум, °C     | −18,3                      | −17,8                      | −11,7                      | −5                         | −3,3                       | 0,6                        | 2,2                        | 0,6                        | −2,8                       | −5,6                       | −14,4                      | −14,4                      | −18,3                      |
| Норма опадів, мм           | 108                        | 76                         | 75                         | 53                         | 38                         | 39                         | 23                         | 24                         | 47                         | 86                         | 109                        | 122                        | 801                        |
| Днів з опадами             | 17                         | 14                         | 14                         | 11                         | 9                          | 8                          | 4                          | 5                          | 8                          | 12                         | 16                         | 17                         | 135,0                      |
| -------------------------- | -------------------------- | -------------------------- | -------------------------- | -------------------------- | -------------------------- | -------------------------- | -------------------------- | -------------------------- | -------------------------- | -------------------------- | -------------------------- | -------------------------- | -------------------------- |
| Джерело:                   |                            |                            |                            |                            |                            |                            |                            |                            |                            |                            |                            |                            |                            |

## Демографія
Згідно з переписом 2010 року, у переписній місцевості мешкало 3906 осіб у 1714 домогосподарствах у складі 995 родин. Густота населення становила 207 осіб/км².  Було 1808 помешкань (96/км²).
Расовий склад населення:
| - 81,5 % — білих - 4,4 % — азіатів - 3,5 % — корінних американців - 1,3 % — чорних або афроамериканців - 0,1 % — вихідців з тихоокеанських островів - 4,6 % — осіб інших рас |

До двох чи більше рас належало 4,6 %. Частка іспаномовних становила 9,7 % від усіх жителів.
За віковим діапазоном населення розподілялося таким чином: 20,6 % — особи молодші 18 років, 67,9 % — особи у віці 18—64 років, 11,5 % — особи у віці 65 років та старші. Медіана віку мешканця становила 38,0 року. На 100 осіб жіночої статі у переписній місцевості припадало 95,1 чоловіків;  на 100 жінок у віці від 18 років та старших — 95,3 чоловіків також старших 18 років.
Середній дохід на одне домашнє господарство  становив 59 223 долари США (медіана — 41 720), а середній дохід на одну сім'ю — 71 572 долари (медіана — 52 143). Медіана доходів становила 49 375 доларів для чоловіків та 31 604 долари для жінок. За межею бідності перебувало 23,1 % осіб, у тому числі 36,1 % дітей у віці до 18 років та 4,8 % осіб у віці 65 років та старших.
Цивільне працевлаштоване населення становило 2040 осіб. Основні галузі зайнятості: освіта, охорона здоров'я та соціальна допомога — 39,6 %, науковці, спеціалісти, менеджери — 8,6 %, виробництво — 6,7 %, сільське господарство, лісництво, риболовля — 6,7 %.